# Ciudad Obregón
Ciudad Obregón és la segona ciutat més poblada de l'estat de Sonora al nord de Mèxic també és la seu del municipi de Cajeme, situada en la Vall del Yaqui. Ciudad Obregón l'any 2005 tenia 432.992 habitants. El municipi de Cajeme en tenia 475.800. El mateix any els ingressos per capita eren de $10.940 i l'índex de desenvolupament humà era de 0,8635. L'esport més popular a Ciudad Obregón és el beisbol i el seu equip professional es diu Yaquis de Obregon. El seu estadi és l'Estadio Tomás Oroz Gaytán.

## Història
Aquesta ciutat abans es deia Cajeme, i el seu nom actual prové d'un dels líders, Álvaro Obregón, de la Revolució Mexicana que va néixer a prop (Huatabampo). Álvaro Obregón va esdevenir president de Mèxic després de la Revolució i inicià la "revolució agrària" en la Vall Yaqui i va fer que aquesta regió fos d'agricultura pròspera.

## Clima
En aquest lloc s'ha registrat la temperatura més alta de Mèxic amb 53 °C. Ciudad Obregon té un clima àrid i calent amb molta diferència entre els hiverns frescos i els estius calorosos, ja que està situat al desert de Sonora És normal que a l'estiu s'arribi als 47 °C i que no baixi dels 30 °C de nit. La poca pluja cau sobretot a l'estiu. El mes més fred és gener amb una temperatura mitjana de 15,5 °C i els més càlids juliol i agost amb mitjanes de 35 °C. La pluviometria mitjana anual és de 336 litres, a la primavera pràcticament no hi plou (només 9 litres d'abril a juny).

## Personatges il·lustres
- Hersúa